# Zuider Legmeerpolder

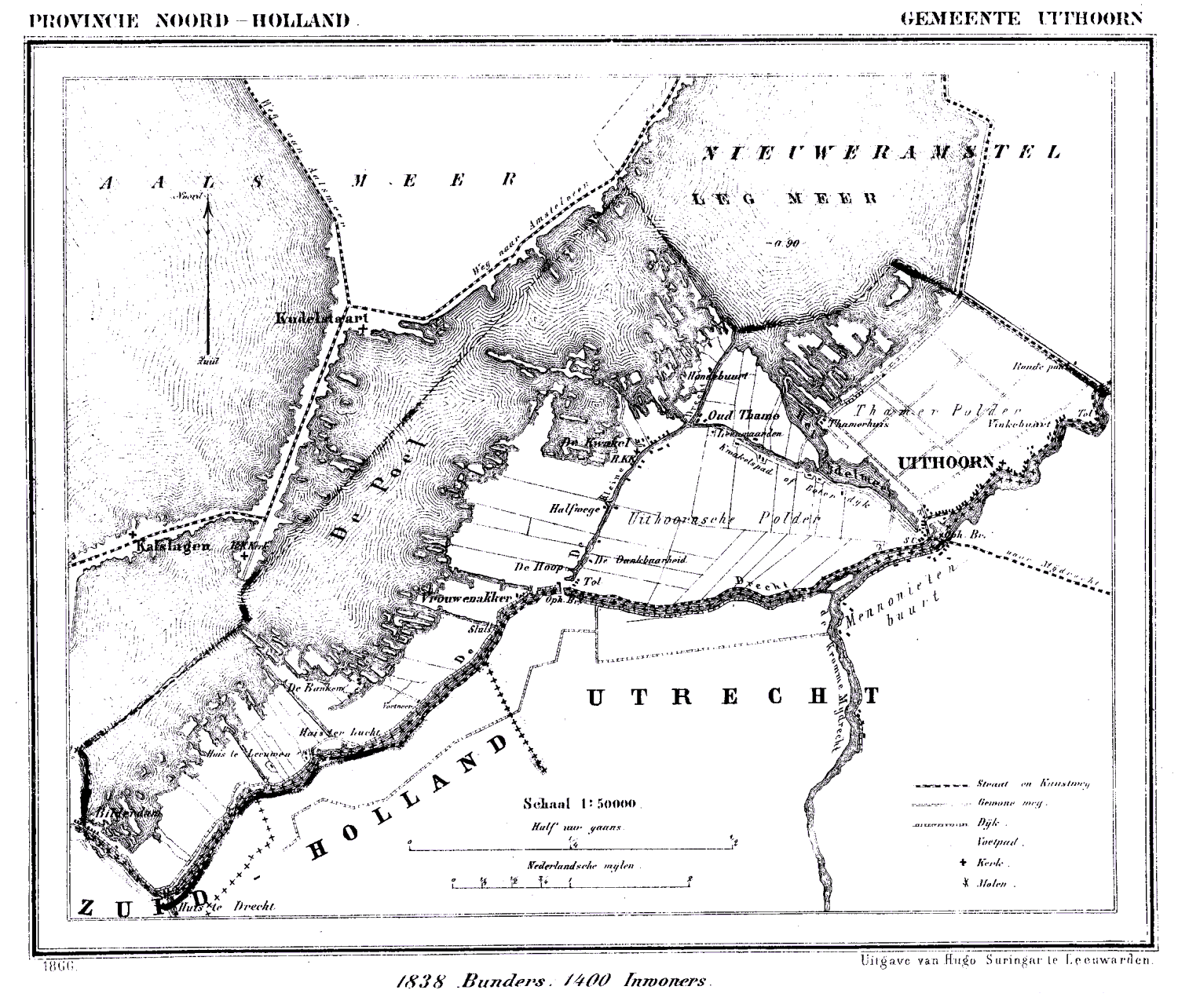
Gemeentekaart van Uithoorn uit 1866, met aan de bovenkant de Legmeer en links De Poel (later Zuider Legmeerpolder).

De Zuider Legmeerpolder is een polder ten westen van Uithoorn en ten zuiden van Aalsmeer en Kudelstaart in de Nederlandse provincie Noord-Holland. In het noorden grenst de polder aan de Noorder Legmeer- en Thamerpolder. In het westen grenst het gebied aan de Westeinderplassen en in het oosten aan de Uithoornsepolder.
De polder is ontstaan na de droogmaking van de Legmeerplassen. Dit waren veenplassen die lagen ten westen en ten noorden van Uithoorn en ten oosten en ten zuiden van Aalsmeer in het Amstelland. Het al bestaande Legmeer is door vergraving hierin opgegaan. Het Legmeer stond in open verbinding met het in de richting van Uithoorn liggende nog steeds bestaande Zijdelmeer.

## Geschiedenis
Oorspronkelijk, rond het jaar 1000, lagen in het gebied een aantal kleine veenstroompjes die het water van de veengronden afvoerden naar de Amstel. In het gebied tussen Amstelveen, Uithoorn en Aalsmeer vond tussen de 15e en de 18e eeuw op grote schaal turfwinning plaats waarbij het veen werd afgegraven en gedroogd tot turf om te worden gebruikt als brandstof. In het begin werd het veen afgegraven tot aan het grondwaterpeil maar later werd het, met behulp van de baggerbeugel, ook dieper weggebaggerd. Door de turfwinning ontstonden grote waterplassen. Oeverafslag vormde een bedreiging voor kades, wegen en de bebouwing. In de loop der tijd werden daarom in het Amstelland steeds meer plassen drooggelegd.
De Legmeerplassen werden tussen 1877 en 1882 op particulier initiatief drooggelegd, dertig jaar na de drooglegging van het Haarlemmermeer. Zo ontstond eerst de Noorder Legmeerpolder en daarna de Zuider Legmeerpolder, gescheiden door een dijk, waarbij de verkaveling zoveel mogelijk aansloot bij die van het oude land.
De nieuwe grond bleek uitermate geschikt voor teelt van gewassen, bomen en planten en een groot deel van de oorspronkelijke beroepsbevolking stapte over van de visserij naar het telen van gewassen. De dijk werd eind van de 19e eeuw overgenomen door de genie en werd onderdeel van de Stelling van Amsterdam. Langs de scheidingsdijk ligt de weg met de naam Vuurlijn.